# Saurauia microphylla
Saurauia microphylla là một loài thực vật thuộc họ Actinidiaceae. Đây là loài đặc hữu của Indonesia.